# Alter Leuchtturm Wangerooge
Der Alte Leuchtturm Wangerooge ist ein Leuchtturm auf der Insel  Wangerooge. Er diente bis zur Inbetriebnahme des neuen Leuchtturms im Jahr 1969 als Seefeuer bei der Ansteuerung von Außenjade und Außenweser. Der Leuchtturm mit 161 Stufen steht heute unter Denkmalschutz.

## Geschichte

### Vorgängerbauwerke
Ein erster Leuchtturm wurde zwischen 1597 und 1602 im westlichen Teil Wangerooges erbaut. Dieser Turm hatte unter anderem die Funktion als Tagessichtzeichen. Vor dem 14. Jahrhundert dienten die beiden Kirchtürme der Insel als Tagessichtzeichen. Beide wurden im 14. Jahrhundert zerstört und später wieder neu errichtet. Im 16. Jahrhundert wurden durch Sturmfluten abermals die beiden Gebäude zerstört.
Als Ersatz wurde ein Steinkohlenbake errichtet. Für diese wurde 1687 wiederum im westlichen Teil der Insel ein neuer runder Feuerturm mit einer Höhe von 11,58 m erbaut. Auf der Plattform stand ein Feuerkorb für das Steinkohlenfeuer. Dieser Turm wurde 1807 in ein Kastell umgebaut. Durch eine weitere Sturmflut wurde der Turm zunächst stark beschädigt und wiederaufgebaut. Er erhielt 1815 eine effizientere Leuchteinrichtung. Am 3. Februar 1825 zerstörte abermals eine Sturmflut den Turm.

### Der Leuchtturm
Im Februar 1825 wurde ein Notfeuer in Form einer Pfostenlaterne hergerichtet, bis in der Nähe des alten Turmes eine Feuerblüse mit Steinkohlenbefeuerung hergestellt war. Ein neu erbauter massiver Turm mit Laterne und Parabolen mit Argandschen Lampen sowie einem Drehfeuer, trat im Oktober 1830 in Dienst, wurde aber schon Neujahr 1855 durch eine Sturmflut so stark beschädigt, dass auf der Ostseite der Insel auf Betreiben von Peter II., dem Großherzog von Oldenburg der jetzige Turm erbaut werden musste, der am 1. Oktober 1856 mit einem Fresnelschen Apparat vierter Ordnung in Dienst trat. Um den Turm siedelte sich das Dorf Wangerooge an und erste Häuser wurden dort errichtet.
1878 wurde der Fresnelsche Apparat erneuert, um die Einfahrt in die Außenjade zu verbessern. Es handelte sich um ein Drehlinsenfeuer mit einer Argand-Lampe. Das Licht war 20 Seemeilen auszumachen. Am 15. Oktober 1896 wurde ein Feuer mit elektrischer Bogenlampe eingerichtet. Die neue Lampe hatte eine Leistung von 4500 Candela. Im Zuge der Modernisierung wurde der Turm um sieben Meter auf seine heutige Höhe von 39 Metern erhöht. Bis 1969 war ein Doppelfeuer mit einer Leistung von 427.000 Candela installiert. Dieses Leuchtfeuer hatte eine Reichweite von 30 Seemeilen. Zwei Gürteloptiken, je 1420 mm hoch mit neun D- und je acht K-Ringen oben und unten verstärkten das Licht. Den Strom erzeugten zwei Dampfmaschinen mit Dynamos im neben dem Leuchtturm errichteten Maschinenhaus. Die Laterne mit der Aussichtsplattform wurde von Julius Pintsch aus Fürstenwalde gebaut.
Nach der Fertigstellung des neuen Wangerooger Leuchtturms wurde das Nordost-Leitfeuer am 10. November 1968 gelöscht. Am 7. November 1969 folgte das Nordwest-Leitfeuer. Das Nebenfeuer nach Süden wurde am 9. Dezember 1969 ausgeschaltet.

### Heutige Nutzung
Die Gemeinde Wangerooge kaufte den Leuchtturm für einen symbolischen Betrag von 1 D-Mark vom Wasser- und Schifffahrtsamt. Seit 1970 kann der alte Leuchtturm als Aussichtsturm genutzt werden. 1980 entstand durch die Initiative von Insulanern ein Heimatmuseum mit rund 900 Exponaten im Sockel des Leuchtturms. Seit dem 15. März 1996 haben Paare die Möglichkeit, sich im Leuchtturm trauen zu lassen.
Auf dem Gelände des Leuchtturms steht eine Dampflok der Baureihe 99 211, die bis 1957 auf Wangerooge eingesetzt wurde.

### Wappenstein
Am Fuß des Turms ist ein Wappenstein aufgestellt. Die Inschrift lautet:
Über dem Text befindet sich das Vereinigungswappen. Der Stein wurde 1849 nordöstlich des heutigen Weststrandes gefunden, wo seit 1630 eine hölzerne Feuerbake und ab 1687 nacheinander drei steinerne Feuertürme mit Kohlen- und Ölfeuern standen. Fürst Carl Wilhelm von Anhalt-Zerbst, der durch Erbgang seit 1667 auch Herr von Jever und Wangerooge war, ließ den Votivstein im Jahre 1687 an den durch ihn erbauten Turm anbringen.